# حيدرآباد نورعلي (مقاطعة دلفان)
حيدرآباد نورعلي (بالفارسية: حیدرآباد نورعلی) هي قرية تقع في قسم نورعلي الريفي (مقاطعة دلفان) في إيران.